# Lawrence Worthington Parsons
Sir Lawrence Worthington Parsons, KCB (* 23. März 1850 in Parsonstown in King’s County; † 20. August 1923 in Hatherton, Reigate, Surrey) war ein britischer Generalleutnant.

## Leben
Parsons absolvierte eine Offiziersausbildung und wurde 1870 Lieutenant der Royal Artillery. Nach seiner Beförderung zum Captain 1880 war er zwischen 1881 und 1889 Adjutant der Hilfstruppen (Auxiliary Forces) und wurde als solcher 1886 zum Major befördert. 1896 wurde er zum Lieutenant-Colonel befördert und war nach seiner Beförderung zum Colonel 1900 Colonel im Stab der Truppen in Südafrika, wo er während des Zweiten Burenkrieges an der Schlacht von Colenso am 15. Dezember 1899 sowie der Schlacht von Spion Kop am 23./24. Januar 1900 sowie teilnahm. Nach seiner Rückkehr war er zwischen 1901 und 1903 Colonel im Stab der Truppen im Salisbury Plain District.
1903 wurde Parsons zum Major-General befördert und fungierte von 1903 bis 1906 als Generalinspektor der Artillerie der Britisch-Indischen Armee sowie im Anschluss als Nachfolger von Major-General William George Knox zwischen 1906 und 1907 als Kommandeur der 8. Infanteriedivision (8th Infantry Division). 1907 löste er Major-General Theodore Stephenson als Kommandeur der in Cork stationierten 6. Infanteriedivision (6th Infantry Division) ab und verblieb auf diesem Posten bis zu seiner Ablösung durch Major-General Charles Metcalfe 1909. 1909 wurde er zum Lieutenant-General befördert und schied daraufhin aus dem aktiven Militärdienst aus. Am 14. Juni 1912 wurde er zum Knight Commander des Order of the Bath (KCB) geschlagen und führte seither den Namenszusatz „Sir“.
Nach Beginn des Ersten Weltkrieges wurde Parsons in den aktiven Militärdienst zurückberufen und übernahm den Posten als Kommandeur der 16. Irischen Division (16th (Irish) Division). 1915 schied er abermals aus dem aktiven Dienst aus. 1917 erhielt er den Ehrentitel eines Colonel Commandant der Royal Artillery.
Aus seiner 1880 geschlossenen Ehe mit Florence Anna Graves, daughter of Dr. Robert Graves of Cloghan Castle, hatte er eine Tochter.